# Chaos Control
Chaos Control (Japans: カオスコントロール) is een computerspel dat werd uitgegeven door Infogrames. Het spel kwam in 1995 uit voor de Philips CD-i, DOS en Sega Saturn. Later volgde ook andere platforms. Het spel speelt zich af in het jaar 2071. Ruimtewezens hebben reeds de mensheid vernietigd op Mars en Pluto en nu is het de beurt aan de aarde. De speler speelt luitenant Jessica Darkhill en moet een tegenaanval plaatsen. Het spel is een shoot'em up.

## Platforms
| Jaar | Platform               |
| ---- | ---------------------- |
| 1995 | CD-i, DOS, SEGA Saturn |
| 1996 | Macintosh, PlayStation |

## Ontvangst
Computer Gaming World plaatste het spel in november 1996 op de 38e plaats van de ranglijst van slechtste computerspellen aller tijden.
| Beoordeeld door       | Platform  | Datum             | Score |
| --------------------- | --------- | ----------------- | ----- |
| PC Gamer              | DOS       | december 1995     | 82%   |
| GamePro (USA)         | CD-i      | juni 1995         | 80%   |
| Joystick (Frans)      | CD-i      | april 1995        | 75%   |
| Entertainment Weekly  | DOS       | 18 augustus 1995  | 75%   |
| The CD-i Collective   | CD-i      | 2004              | 60%   |
| PC Player (Duitsland) | DOS       | juni 1995         | 51%   |
| Génération 4          | DOS       | oktober 1995      | 33%   |
| Defunct Games         | CD-i      | 22 september 2006 | 25%   |
| The Video Game Critic | CD-i      | 23 juli 2005      | 25%   |
| Game Revolution       | Macintosh | 5 juni 2004       | 16%   |